# Kheops Studio
Kheops Studio était un studio indépendant français de création de jeux vidéo. Créé en 2003 à Paris par Benoît Hozjan et Stéphane Petit, il développait des jeux d'aventure et de puzzle.
Le studio, mis en liquidation judiciaire, a fermé ses portes le 5 janvier 2012,.

## Réalisations
- Égypte III : Le Destin de Ramsès (2004)
- Evany : La Clé des 7 mondes (en) (2004)
- Retour sur l'île mystérieuse (2005)
- Au cœur de Lascaux (2005)
- Voyage au cœur de la Lune (2005)
- The Secrets of Da Vinci : Le Manuscrit interdit (2006)
- Safecracker : Expert en cambriolage (en) (2006)
- Cap sur l'Île au trésor (2006)
- Cléopâtre : Le Destin d'une reine (2007)
- Nostradamus : La Dernière Prophétie (2007)
- Dracula 3 : La Voie du dragon (2008)
  - « Meilleur scénario » au Milthon du jeu vidéo en 2008
- Retour sur l'île mystérieuse 2 (2009)
- The Fall Trilogy: Chapitre 1 - Séparation (2009)
- The Fall Trilogy: Chapitre 2 - Reconstruction (2010)
- The Fall Trilogy: Chapitre 3 - Révélation (2011)